# 에트루리아 신화

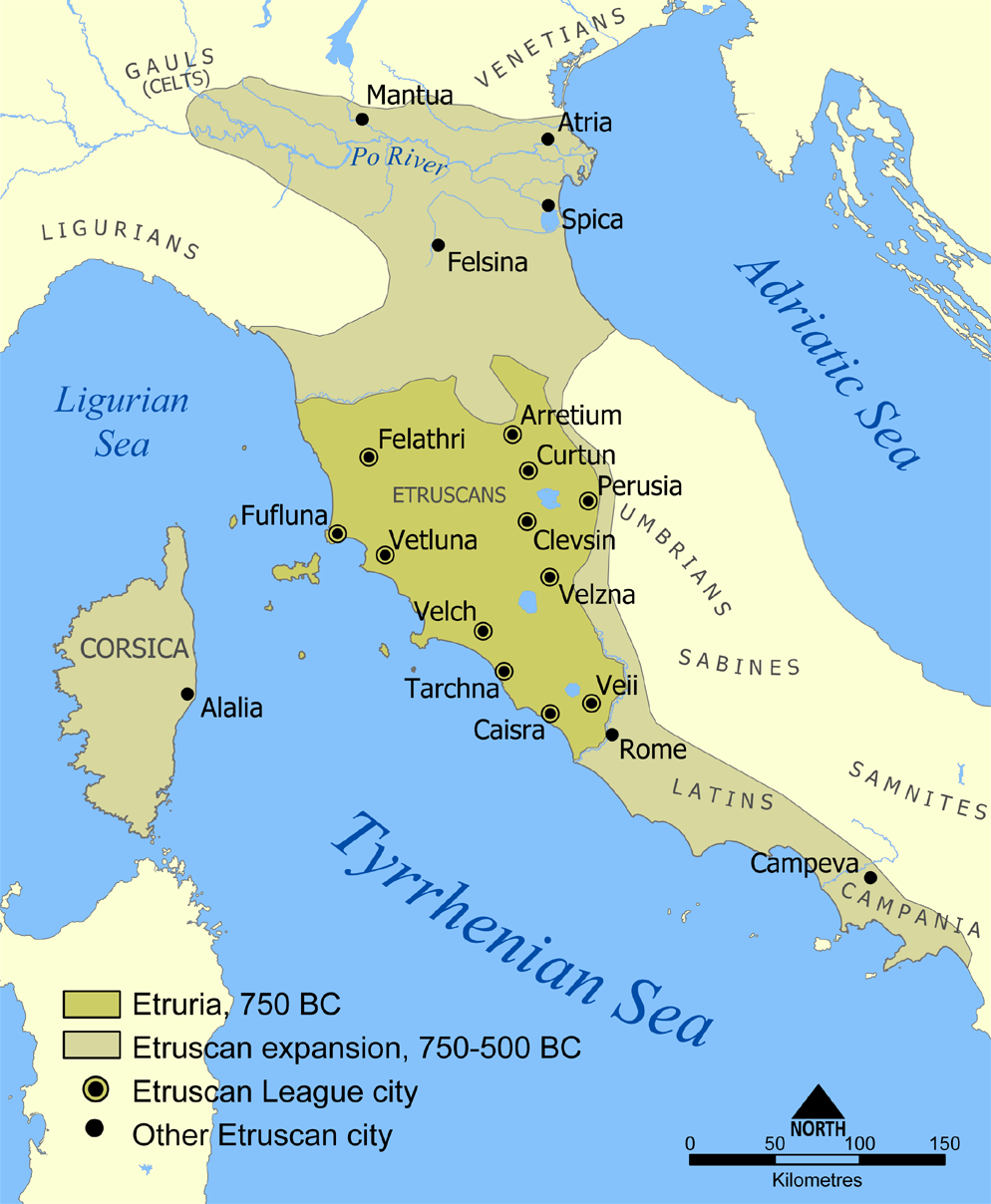
에트루리아 문명

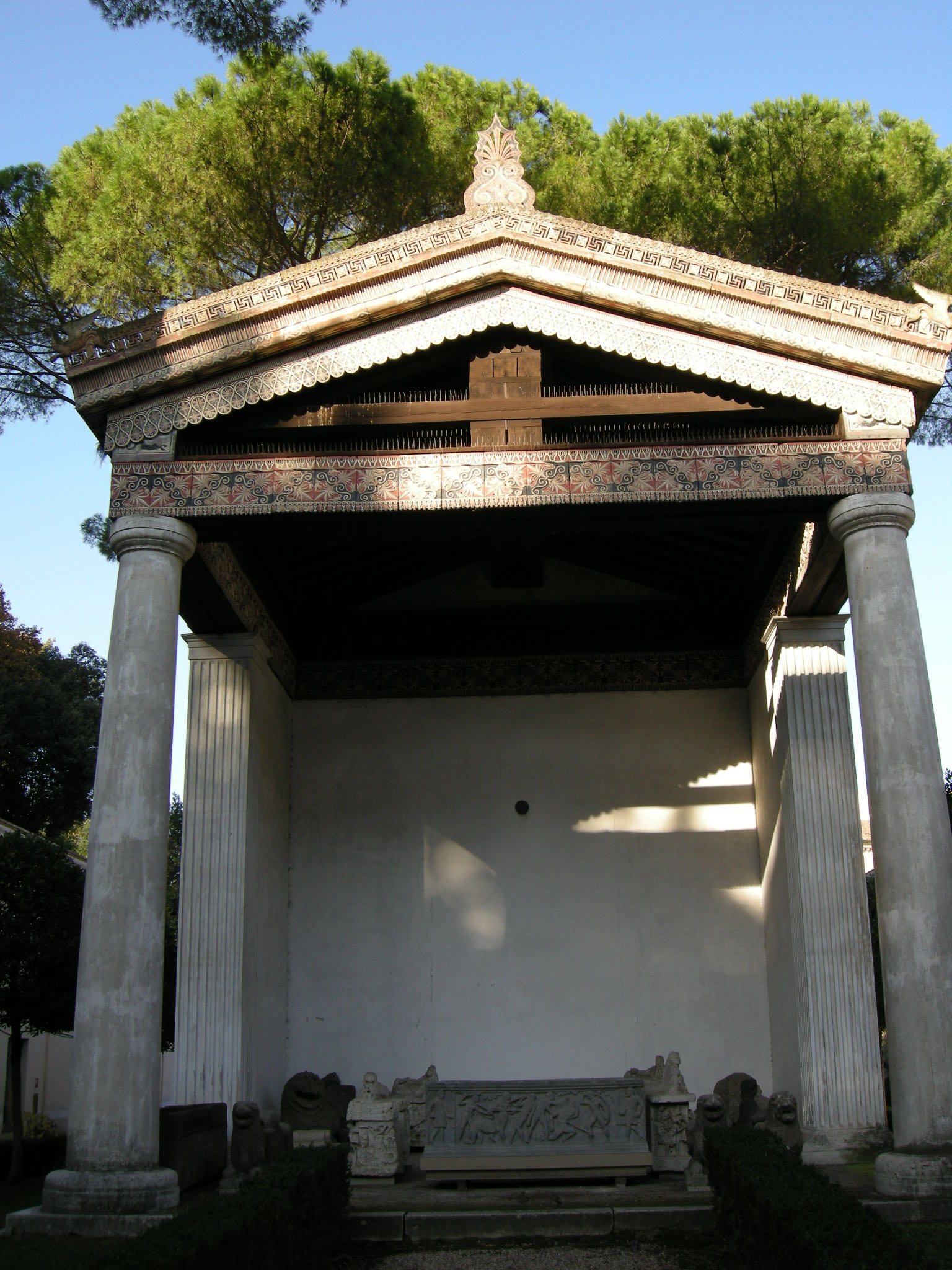
무세오 디 빌라 기우리아: 재건된 에트루리아 신전, 로마

에트루리아 신화(Etruscan mythology)는 고대 에트루리아인의 신화와 전설의 총체를 가리킨다. 에트루리아인은 로마인보다 앞서 이탈리아반도에 최초로 독자적인 문화를 남긴 민족으로, 이들이 세운 나라 에트루리아는 기원전 8세기경부터 기원전 2세기까지 현재의 토스카나주, 라치오주, 움브리아주에 해당하는 중부 이탈리아의 거의 전역을 지배한 왕국이다. 에트루리아인의 선사시대는 기원전 1000년경으로 거슬러 올라갈 수 있다. 기원전 500년경의 절정기에서 에트루리아인은 사르데냐와 에게해의 주요한 해양 세력 중의 하나였다.
에트루리아인은 로마 왕정(기원전 753~기원전 509)의 형성과 운영에 영향력을 행사하였는데, 그 후 로마 공화정(기원전 509~기원전 27)이 성립되면서는 이들과 일련의 전쟁을 치렀는데 결과적으로 로마에 정복당하였고 에트루리아인의 문화는 로마 문화에 흡수되었다. 에트루리아 종교와 신화의 많은 부분이 로마 신화를 포함한 고전기 로마 문화의 일부가 되었다. 로마 원로원은 에트루리아 종교의 핵심 요소들을 받아들여 자신의 것으로 삼았는데 이것들은 로마에서 계속 수행된 창자 점을 통해 이어져 내려왔다. 그리고 오랜 시간이 지나 일반 사람들이 에트루리아어를 기억하지 못하는 상태였을 때도, 로마의 귀족 가문들은 자신들이 에트루리아인의 후손이라고 주장하였다.
로마 공화정의 말기에 에트루리아 종교의 요소들은 로마인들의 호감을 받지 못하기 시작하였고 키케로와 같은 유명한 인물들에 의해 풍자당하곤 하였다. 로마 제국(기원전 27~476/1453) 최초의 세습 왕조인 율리우스-클라우디우스 왕조(기원전 27~68), 특히 로마 제국의 제4대 황제 클라우디우스(재위 41~54)는 자신들이 에트루리아인의 후손임을 주장하였고 에트루리아의 언어와 종교를 유지하고 실천하였는데, 그러나 이것은 짧은 기간 동안 계속된 후 더 이상 행해지지 않게 되었다. 에트루리아어로 된 정전(正典)들이 기원후 500년경까지 살아남아 있었으나 세월의 풍상과 로마 사회의 기독교적 요소에 의해 흩어지고 파괴되어 사라졌다.

## 믿음

### 다신교
에트루리아의 신앙 체계는 내재신론적 다신교였다. 즉, 에트루리아인은 눈에 보이는 모든 현상을 신들의 힘의 현현이라고 생각하였으며 이 힘들은 이 세상에 대해 끊임없이 작용하고 있는 신들 속에서 구체화된다고 여겼다. 또한 에트루리아인들은 인간이 신들을 달래거나 설득함으로써 신들이 자신의 힘을 행사할 지의 여부를 제어할 수 있고 따라서 세상의 제반 현상을 제어할 수 있다고 보았다.
에트루리아인이 로마에 흡수된 후 오랜 시간이 지난 후에, 소 세네카(기원전 4~65)는 로마인과 에트루리아인의 차이에 대해 다음과 같이 말하였다.
우리 로마인들은 구름이 충돌했기 때문에 번개가 나오는 것이고 믿는다. 반면 에트루리아인들은 번개를 내기 위해 구름이 충돌한다고 믿는다. 이는 그들이 모든 것을 신에게 돌리기 때문이다. 그들은 사물이 발생하면 (그 사물이 존재한다는 것만으로도) 곧 그 사물은 의미를 가진다고 믿는 것이 아니라 사물들은 어떤 의미를 가지고 있기 때문에 발생한다고 생각한다.

### 신과 영혼
에트루리아인들은 무덤 주위에 조상의 영혼이 존재한다고 믿었다. (무덤은 에트루리아어로 문(mun) 또는 무니(muni)라고 하고 조상의 영혼은 만(man) 또는 마니(mani)라고 한다.) 기원전 5세기 이후의 도상(圖像)에서는 죽은 자들이 지하 세계로 여행하는 것이 보이고 있다. 볼치(Vulci)의 프랑수아 무덤(François Tomb)과 같은 몇몇 에트루리아 미술품에서 죽은 자의 영혼을 힌티알(hinthial)이라 부르고 있는데, 이것의 문자 그대로의 의미는 "지하 세계" 또는 "지하 세계에 있는 자"이다.
신은 처음에 아이스(ais)라 불리다가 나중에 에이스(eis)라 불렸다. 신의 복수형은 아이사르(aisar)였다. 신의 거주처는 신성한 장소라는 의미의 파누(fanu) 또는 루트(luth)라 불렸는데, 무덤이나 신전을 뜻하는 파비(favi)도 신성한 장소라고 생각되었다. 신성한 장소에서는 플레르(fler, 복수형은 플레르츠바(flerchva)), 즉 봉헌물을 바쳐야 했다.
에트루리아 미술에는 3가지 층의 신들이 나타나 있다. 첫째는 에트루리아에서 기원한 토착의 하위 신들이며, 둘째는 이들을 다스리는 상위 신들로 이는 인도-유럽 종교의 체계를 반영하고 있다. 세째는 기원전 750/700~600년의 에트루리아의 동방화 시대 동안 에트루리아의 판테온에 채택된 그리스 신들이다.
1. 에트루리아에서 기원한 토착의 하위 신들:
태양신인 카타(Catha)와 우실(Usil), 달의 신인 티브르(Tivr), 민간의 신인 셀반스(Selvans), 사랑의 여신인 투란(Turan), 전쟁의 신인 라란(Laran), 죽음의 여신인 레인트(Leinth), 마리스(Maris), 탈나(Thalna), 투르므스(Turms), 도시 포풀로니아(Populonia)와 로마 공화정의 정부와 관련이 있는 푸플룬스(Fufluns)
2. 하위 신들을 다스리는 상위 신들:
로마 신화의 유피테르에 해당하는 하늘의 신인 틴 또는 티니아(Tinia), 로마 신화의 유노에 해당하는 티니아의 부인인 유니(Uni), 대지의 여신인 셀(Cel)
3. 에트루리아의 판테온에 채택된 그리스 신들:
이의 예로는 그리스 신 아르테미스에 해당하는 아리티미(Aritimi), 그리스 신 아테나와 로마의 신 미네르바에 해당하는 멘르바(Menrva), 그리스 신 바쿠스와 로마의 신 디오니소스에 해당하는 파차(Pacha). 시간이 지나면서 티니아(Tinia) ·  유니(Uni) · 멘르바(Menrva)가 삼위일체의 주신들이 되었다.

### 신화적 인물
에트루리아 신화의 인물들과 그리스 신화의 영웅들의 에투루리아어 이름에 대해서는 다음 목록을 참조하시오.
- 에트루리아 신화의 인물 목록(List of Etruscan mythological figures)
- 그리스 신화의 영웅들의 에트루리아어 이름 목록(List of Etruscan names for Greek heroes)

### 사후 세계
에트루리아인들은 지상의 일들의 영향을 받는 이 세상 너머에 고대 그리스 종교 또는 신화의 하데스와 유사한, 죽은 자의 영혼이 가는 무덤 너머의 세계가 있다고 믿었다. 이 세계의 지배자는 반트(Vanth)이며 죽은 사람은 푸른 피부색을 하고 있으며 망치를 들고 있는 카룬(Charun)의 인도를 받아 이 세계로 간다. 에트루리아인의 하데스에는 또한 그리스 신화의 인물들과 투출차(Tulchulcha)와 같은 소수의 합성체의 존재들이 거주하였다.
사후 세계에 대한 에트루리아인의 믿음은 여러 문화의 믿음들이 혼합되어 형성된 것으로 보인다. 에트루리아인은 초기 지중해인의 일반적인 믿음을 가졌는데, 예를 들어 사후 세계에서의 생존과 번영은 죽은 자의 유해를 어떻게 잘 처리하느냐에 따라 정해진다는 고대 이집트의 믿음을 가졌다.
에트루리아인의 무덤은 일반 가정집의 구조를 모방하여 만든 것으로 넓은 방, 벽화, 그리고 무덤용 가구 등으로 특징지워진다. 아래 사진들에서 보는 바와 같이, 무덤 안에는, 특히 석관 위에는 죽은 사람의 가장 한창때의 모습이 종종 배우자와 함께 조각되어 있다. 모든 사람이 석관에 장사 지내진 것은 아니었으며, 그냥 돌 벤치 위에 죽은 자가 놓여진 경우들도 있었다. 에트루리아인들은 매장과 화장이 혼합된 형태의 장례례 의식을 가졌는데 어느 쪽의 비율이 더 많았는가 하는 것은 시대에 따라 변하였다. 에트루리아인은 화장을 한 후 남은 재와 뼈를 집 모양의 장례 단지 또는 죽은 사람의 모습을 한 장례 단지에 두었던 것으로 보인다.

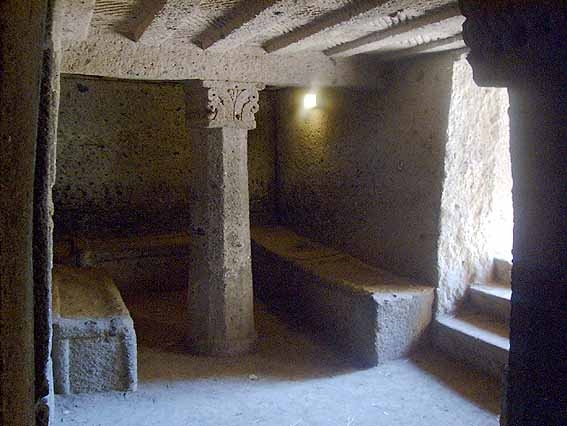
긴 의자가 있는 장례용 집, 체르베테리(Cerveteri)
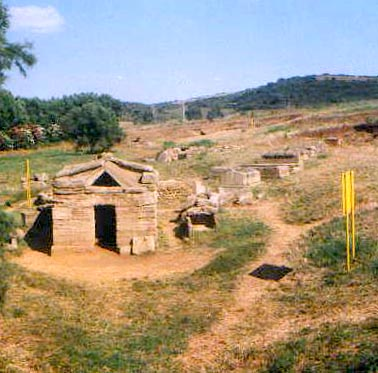
장례용 집, 포풀로니아(Populonia)
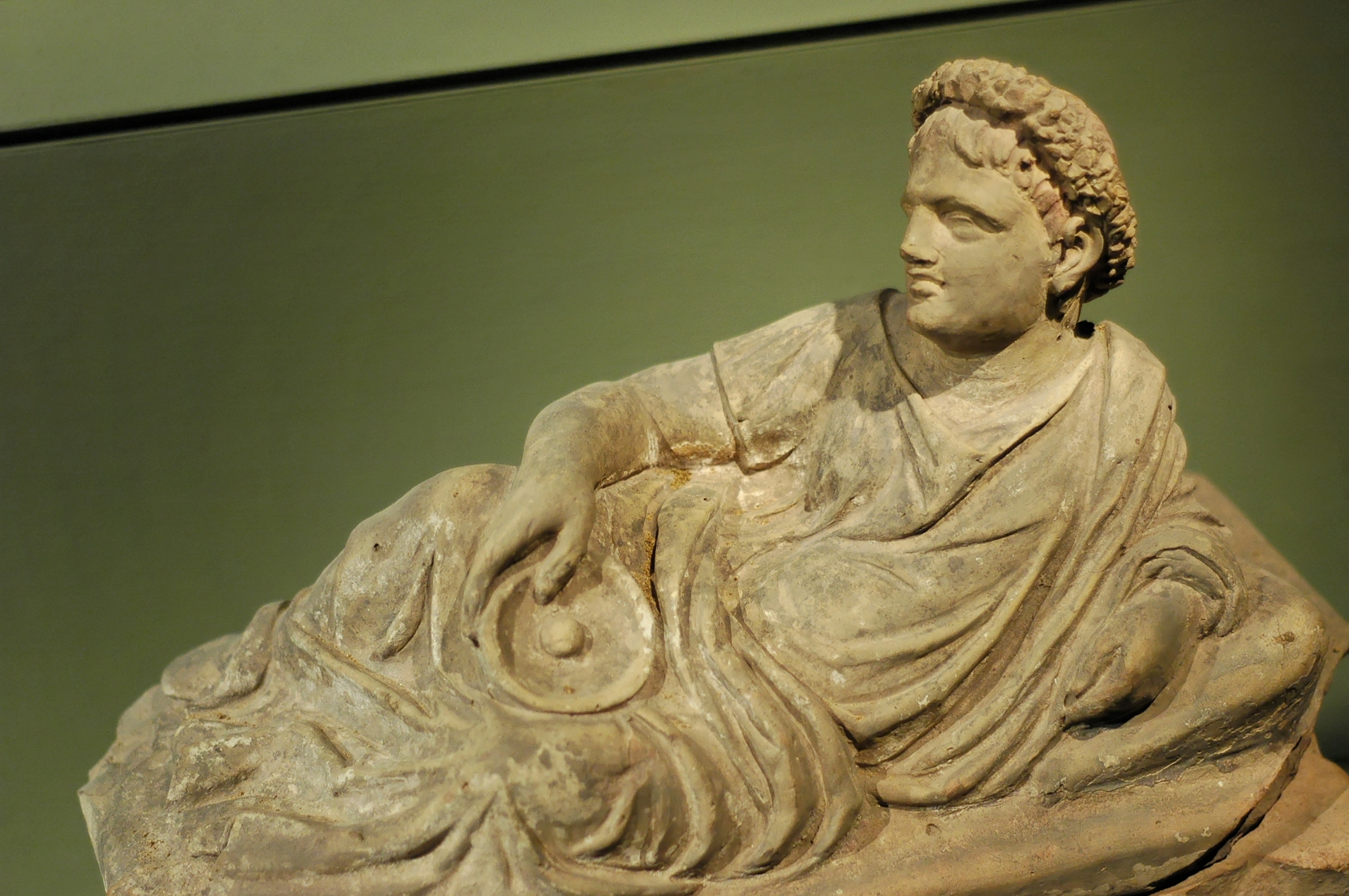
석관, 시에나(Siena)
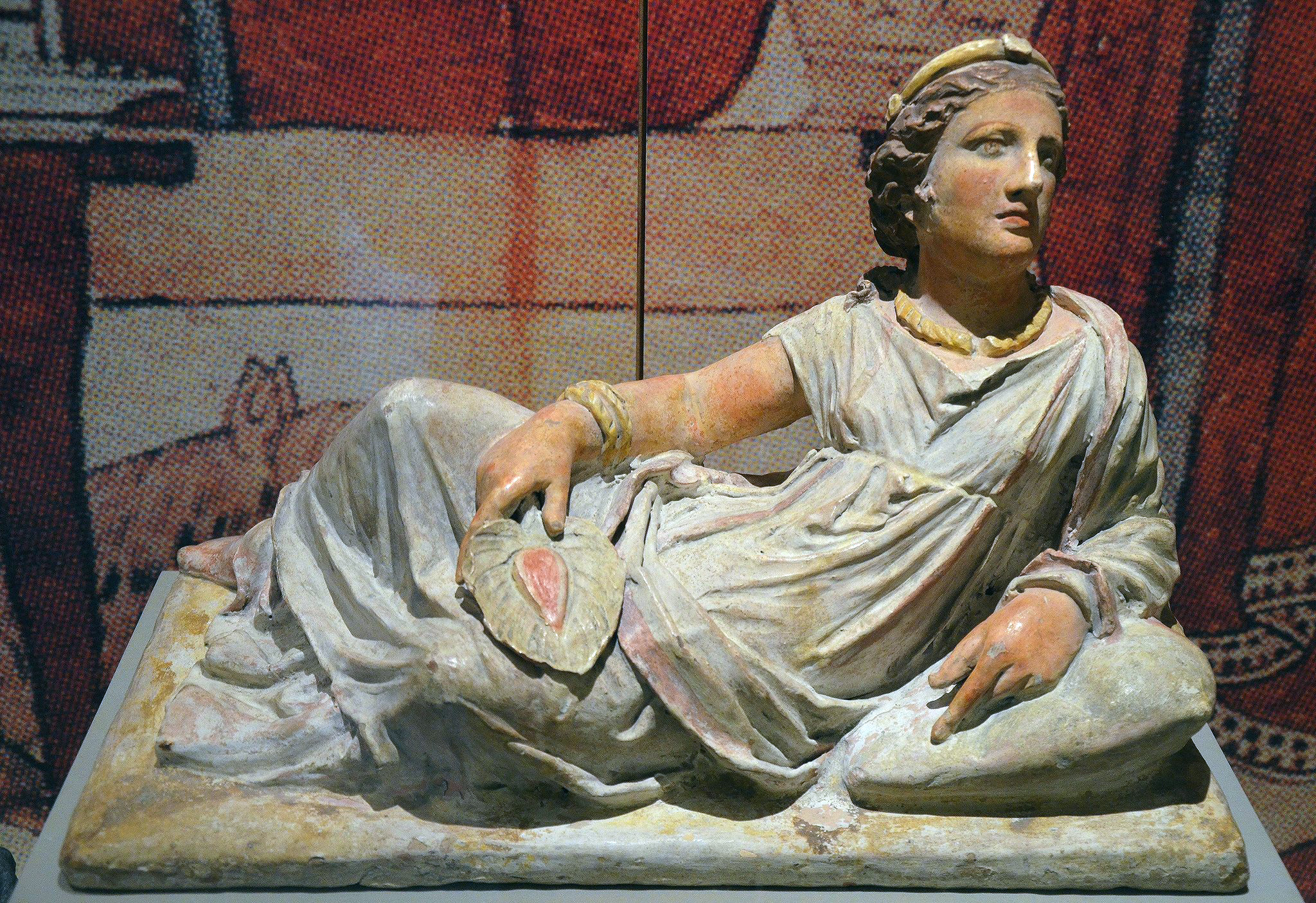
석관, 치우시(Chiusi)
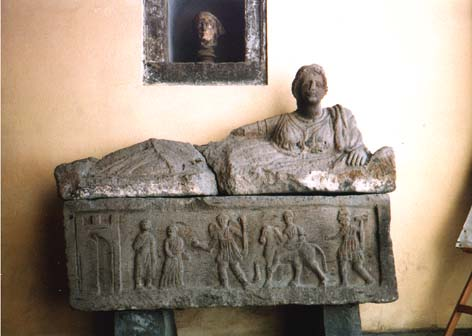
석관
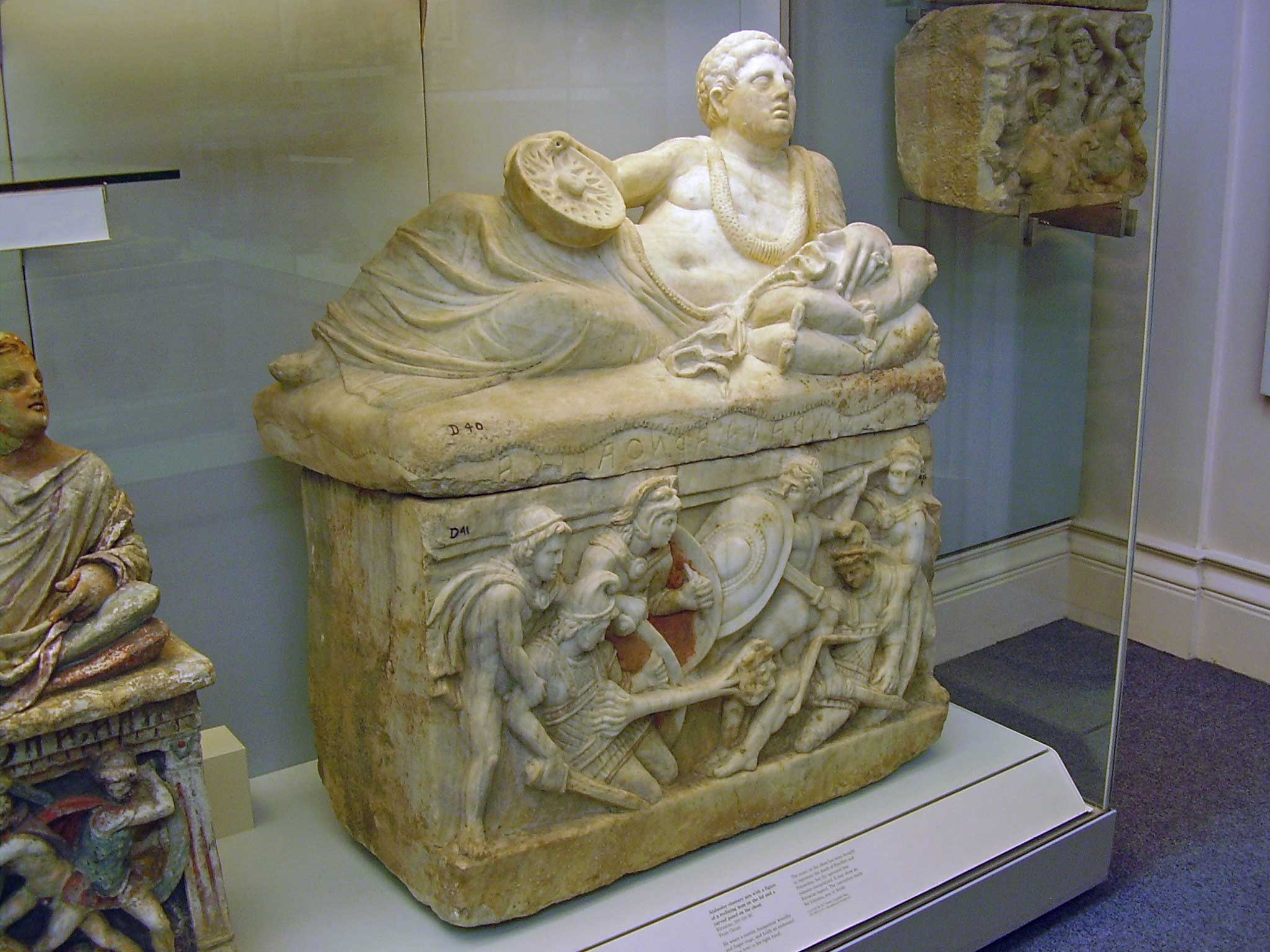
장례 단지
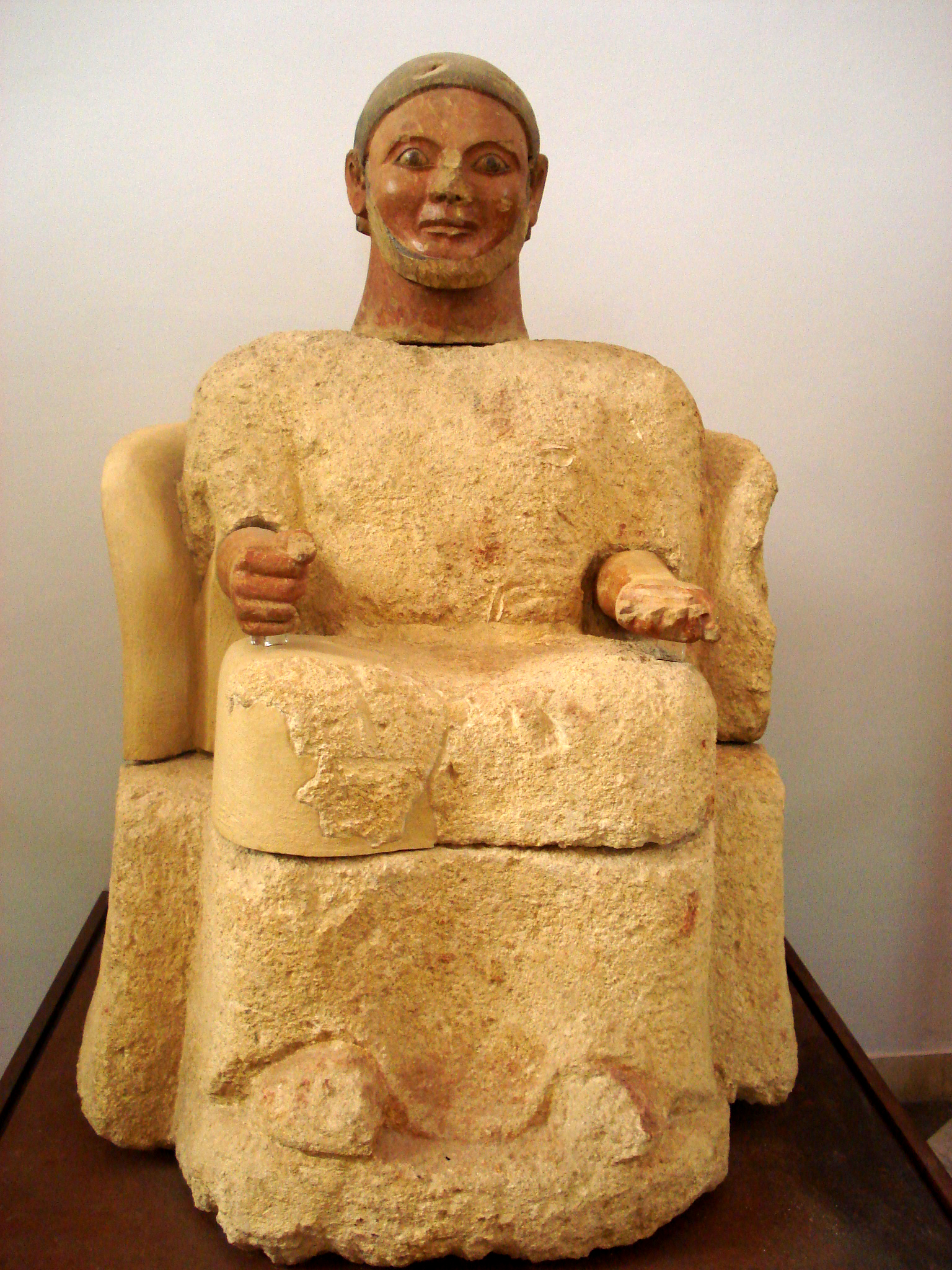
장례 단지, 치우시(Chiusi)

## 경전

### 에트루스카 디시플리나
에트루리아인의 경전은 여러 문헌들이 집성되어 이루어진 《에트루스카 디시플리나(Etrusca Disciplina)》라고 불린 전집이었다. 이 전집은 현존하지는 않지만 고대의 여러 저술가들에 의해 언급되고 있으며 단편적으로 그 내용이 소개되어 있다. "에트루스카 디시플리나"라는 이름은 발레리우스 막시무스(Valerius Maximus: fl. 14~37)의 저서에서 나타나며, 키케로(기원전 106~기원전 43)는 관련 주제를 다룬 글에서 어떤 "디시플리나"를 언급하고 있다.
에트루리아 문명과 미술을 전공한 이탈리아 고고학자 마시모 팔로티노(Massimo Pallottino: 1909~1995)는 《에트루스카 디시플리나》가 다음의 문헌들로 이루어져 있었다고 하였다.
1. 리브리 하루스피치니(Libri Haruspicini): 동물의 내장을 보고 점을 치는 이론과 규칙을 담고 있었다.
2. 리브리 풀구라레스(Libri Fulgurales): 번개를 보고 점으로 치는 것을 설명하였다.
3. 리브리 리투알레스(Libri Rituales): 다음의 3권으로 이루어져 있었다.
  1. 리브리 파탈레스(Libri Fatales): 도시와 성소를 건설하는 것, 경작지에서 배수를 행하는 것, 법과 규칙을 제정하는 것, 공간을 측정하는 것, 시간을 나누는 것에 대한 종교적인 정확한 방법을 기술하였다.
  2. 리브리 아케론티치(Libri Acherontici): 사후 세계에 대해 다루었다.
  3. 리브리 오스텐타리아(Libri Ostentaria): 불가사의한 것들을 해석하는 규칙을 담고 있었다.
4. 리브리 타게티치(Libri Tagetici): 예언자 타게스의 계시를 담고 있었는데, 또한 〈리브리 하루스피치니〉와 〈리브리 아케론티치〉의 전체를 담고 있었다.
5. 리브리 베고이치(Libri Vegoici): 여자 예언자 베고이아의 계시를 담고 있었는데, 또한 〈리브리 풀구라레스〉 전체와 〈리브리 리투알레스〉의 일부를 담고 있었다.

《에트루스카 디시플리나》의 이들 문헌들은 일반적인 의미의 예언이나 경전의 내용을 담고 있지 않았다. 《에트루스카 디시플리나》에는 미래에 대한 아무런 예언도 들어 있지 않았다. 에트루리아인들은 어떤 체계적인 윤리적 가치 체계나 종교도 그리고 어떤 커다란 종교적 또는 영적 비전도 가지지 않았던 것으로 보인다. 대신에 에트루리아인들은 여러 신들의 의지가 무엇인가 하는 문제에 집중했다. 신들이 우주와 인간을 창조했고 우주 안의 모든 사람과 모든 사물에 대해 의지와 계획을 가지고 있다면 신들은 틀림없이 자신들의 의지를 명확히 전달하기 위한 체계를 마련해 두었을 것이라고 에트루리아인들은 생각하였다.
그러므로 《에트루스카 디시플리나》의 주된 성격은 모든 종류의 점술을 실행하는데에 필요한 규칙을 기술한 문헌이었다. 마시모 팔로티노는 《에트루스카 디시플리나》를 종교적 그리고 정치적 "헌법"이라고 부르고 있다. 그 이유는《에트루스카 디시플리나》는 어떤 규칙과 법률을 만들어야 하며 인간이 어떻게 행위해야 하는 가를 서술하고 있지 않으며 다만 신들에게 이에 대해 질문하고 신들로부터 그 대답을 얻기 위한 규칙을 상세히 서술하고 있기 때문이다.

## 실천

### 예언자와 예언술

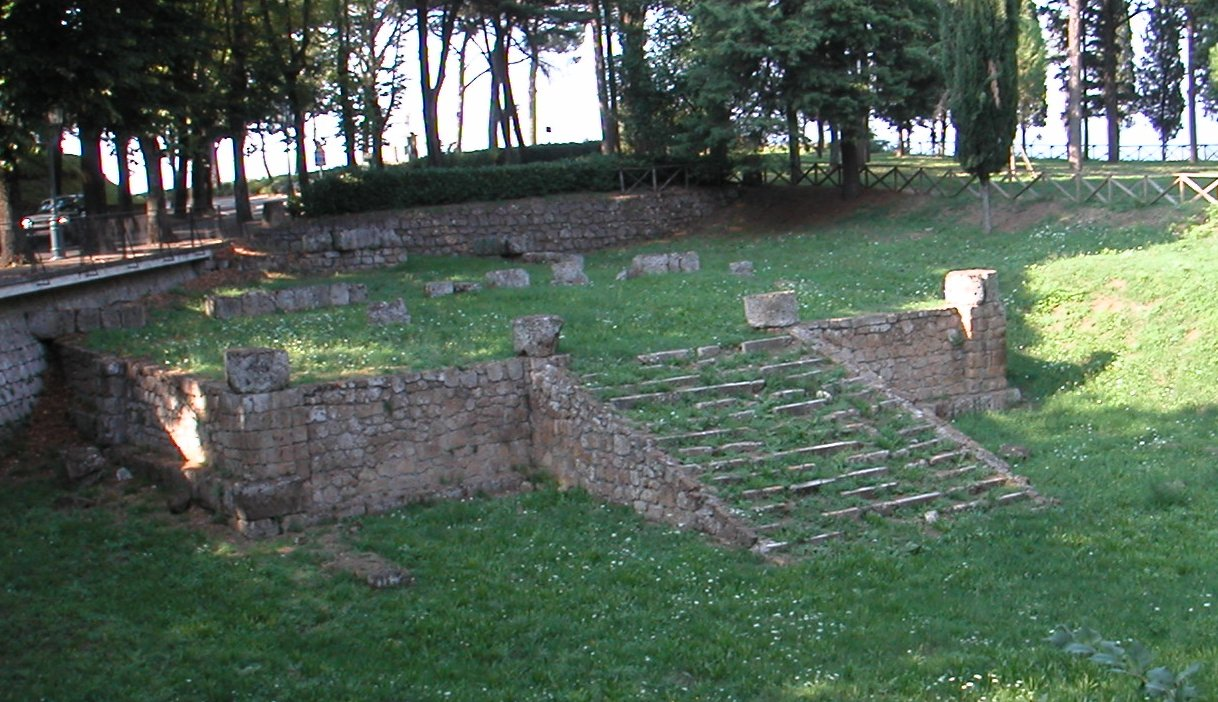
오르비에토에 소재하는 에트루리아인의 신전인 파누(fanu)의 유적으로, 파누 유적은 희귀하다.

에트루리아인은 자신들의 종교가 예언자들에 의해 계시된 것이라고 믿었다. 이들 중 2명이 주된 인물로 타게스(Tages)라는 남성과 베고이아(Vegoia)라는 여성이었다. 타게스는 사람의 몸에서 태어난 것이라 아니라 농경지로부터 어린아이 모습으로 출현했는데 예지력을 가졌으며 에트루리아인에게 예언술(점술)을 가르쳤다.
에트루리아인들은 신들의 의지는 불가사의하여 불가해한 것이라고 받아들였다. 따라서 에트루리아인들은 신들의 행위를 합리화하거나 설명하기 위한 어떠한 시도도 하지 않았으며 신들의 의도에 대한 어떠한 교의도 만들지 않았다. 대신에, 신의 의지가 무엇인지 정확히 알아내는 문제에 집중하여 이에 대한 해결책으로 정교한 점술 체계를 발전시켰다. 즉, 에트루리아인들은 신들이 매일의 삶의 현상 속에 끊임없이 표징들을 제공한다고 믿었다. 그리고 이 표징들을 바르게 읽을 수 있다면 인간의 만사를 잘 이끌어갈 수 있게 된다고 믿었다. 이러한 표징들 또는 계시들은 읽는 법을 모른다면 알아차릴 수 없고 그리고 표징들은 그 자체로는 즐겁거나 쉬운 것이 아닐 수도 있다고 생각했다. 하지만, 에트루리아인들은 표징들 또는 계시들을 의심하는 것은 매우 위험한 행위라고 생각하였다.
에트루리아인은 신과 친밀하게 접촉할 수 있다고 믿었다. 에트루리아인은 신에게 바른 방식으로 문의하고 그리하여 신으로부터 표징을 얻기 전에는 어떤 일도 먼저 행하지 않았다. 로마인은 에트루리아인의 이러한 종교적 실천을 전적으로 이어받았다.
로마인들은 에트루리아인의 점술을 이어받았지만, 한편으로는 이에 대해 회의적인 태도를 가졌는데, 키케로는 점술에 대해 다음과 같이 말하였다.
틀린 견해를 성급히 받아들이는 것은 어떤 경우에도 신뢰할 수 없는 행위이다. 특히 징조들에 대해, 종교적 의식들에 대해, 종교적 준수사항들에 대해 얼마만큼의 무게를 두어야 할 것인가에 대해서는 특히 그러하다. 이는 만약 우리가 이것들을 무시한다면 신들에게 죄를 짓는 위험에 처하게 되고 이것들을 받아들인다면 늙은 여인의 미신에 빠지는 것이 될 것이기 때문이다.
이렇게 말한 후 키케로는 개구리 울음소리로 치는 점술에 대해 다음과 같이 말하였다.
개구리가 이러한 예지력을 지녔다고 누가 생각이나 했겠는가? 그리고 개구리들이 그 자신들로는 충분히 명확한 어떤 예지를 행하는 능력을 본래부터 가지고 있을 수 있다. 그렇다고 하더라도 그것은 인간이 이해하기에는 너무 어둡고 불명확하다.

### 사제와 관리

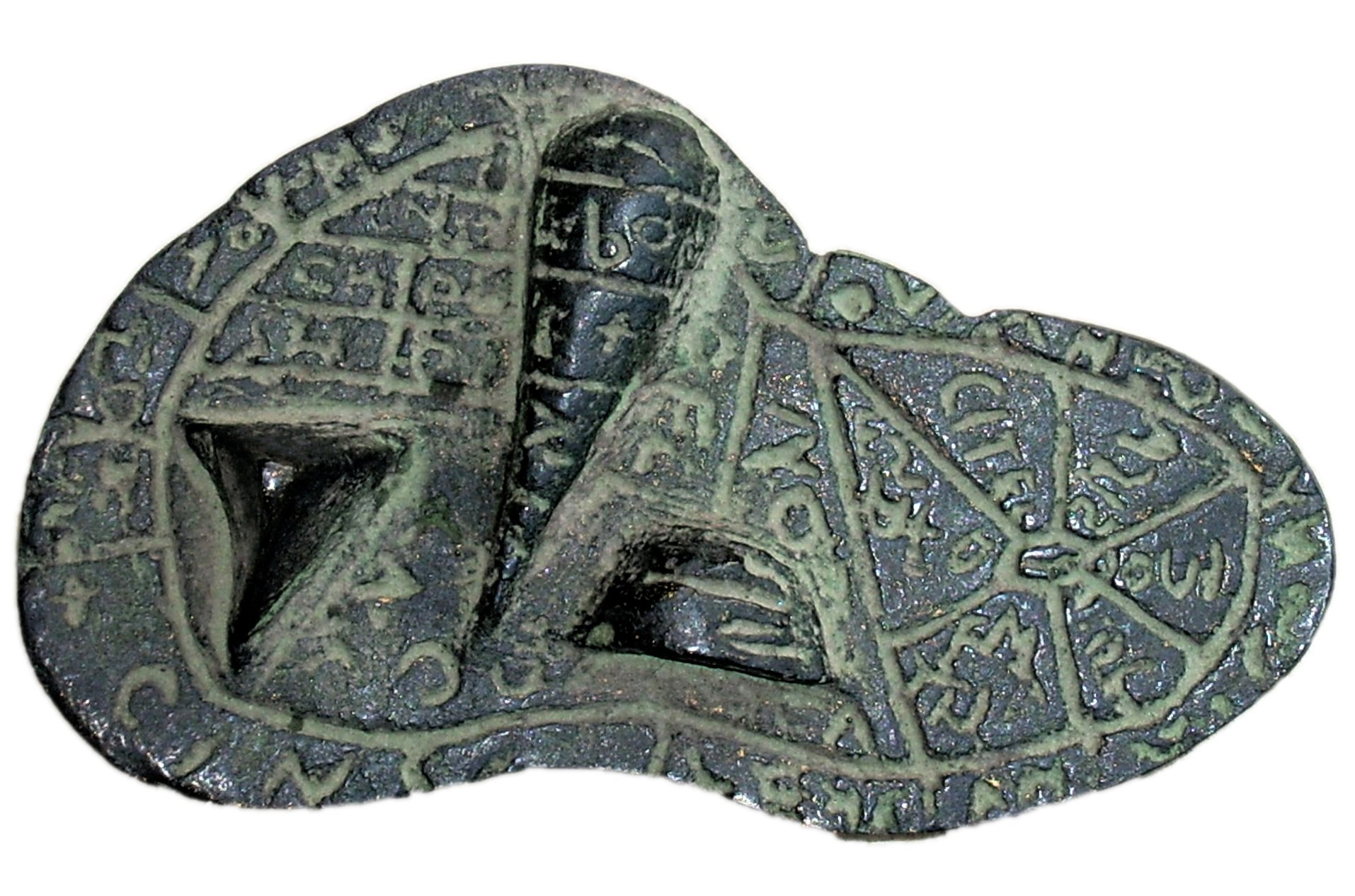
피아센차의 간(Liver of Piacenza): 이탈리아 에밀리아로마냐주 피아센차 현에서 발견된 청동으로 된 양의 간으로 창자점에 사용된 것으로 여겨지고 있다. 에트루리아 신들의 이름이 에트루리아어로 새겨져 있다.

《에트루스카 디시플리나》에 따라 신의 의지를 찾아내는 점술은 로마인들이 창자점 점술가 또는 제사장이라고 부르는 사제들에 의해 수행되었다. 타르퀴니에서는 이러한 사제들 60명의 대학이 있었다. 금석에 새겨진 글들에 따르면, 에트루리아인들은 이 사제들을 지칭하는 말로 다음의 대여섯 낱말들을 사용하였다: 카펜(capen: 사비니어로 쿠펜쿠스(cupencus)), 마루(maru: 움브리아어로 마론(maron-)), 에이스네브(eisnev), 하트렌쿠(hatrencu: 여사제). 에트루리아인들은 창자점의 점술을 치크 네트스라크(zich nethsrac)라 불렀다.
케차세(cechase)라 불리는 특수한 행정관이 케차(cecha) 또는 라트(rath), 즉 신성한 것들을 돌보았다. 그러나 모든 사람이 종교적 의무를 가졌다. 어떤 공공의 행사도 정해진 규칙에 따라 희생 제물로 바쳐진 양의 간에 나타나는 굴곡들을 읽는 네트스비스(netsvis), 즉 창자점 점술가나 네트스라(nethsra), 즉 여자 창자점 점술가 없이는 행해지지 않았다. 피아센차의 간이라고 불리는 청동으로 만든 간 모형이 발견되었는데, 이것의 종교적 의미는 아직 열띤 논쟁의 대상이다. 이 간 모형은 여러 구역으로 나뉘어 있는데 각 구역에 있는 문자들은 아마도 각 구역에 있는 굴곡이 어떤 의미인지를 설명하고 있는 것으로 보인다. 창자점의 점술은 비옥한 초승달 지대로부터 유래한 전통이다.

## 원천 자료
예를 들어, 여러 도자기에 그려진 문자들과 장면들 그리고 팔레스트리나 시스타에(cistae: 화려하게 장식된 상자들)와 스페쿨라(specula: 화려하게 장식된 손거울들)에 새겨진 문자들과 장면들 등과 같은 자료들이 에트루리아 신화를 증명하는 자료를 이루고 있다.
현재 약 24권의 《코르푸스 스페쿨로룸 에트루스코룸(Corpus Speculorum Etruscorum)》이 출판되어 있다. 특히 에트루리아 신화와 컬트 종교의 인물들은 《고전 신화 도상 사전(LIMC, Lexicon Iconographicum Mythologiae Classicae)》에서 찾을 수 있다. 최근에 출판된 헬무트 릭스(Helmut Rix)의 《에트루리아 텍스트(Etruskische Texte)》는 에트루리아인의 금석문에 대한 원천자료로서 이전의 자료들보다 더 권위를 인정받고 있는 자료이다.

## 같이 보기
- 그리스의 신과 상응하는 로마 및 에트루리아의 신(Greek deities and their Roman and Etruscan counterparts)

## 참고 문헌
- Bonfante, Giuliano; Bonfante, Larissa (2002). 《The Etruscan Language: an Introduction》. Manchester: University of Manchester Press. ISBN 0-7190-5540-7.
- Bonnefoy, Yves (1992). 《Roman and European Mythologies》. University of Chicago Press. ISBN 0226064557. Translated by Wendy Doniger, Gerald Honigsblum.
- Nancy Thomson De Grummond (2006). 《Etruscan Mythology, Sacred History and Legend: An Introduction》. University of Pennsylvania Museum of Archaeology. ISBN 1931707863.
- Nancy Thomson De Grummond; Simon, Erika (2006).  De Grummond, Nancy Thomson; Simon, Erika, 편집. 《The Religion of the Etruscans》. Austin: University of Texas Press. ISBN 0-292-70687-1.
- Dennis, George (1848). 《The Cities and Cemeteries of Etruria》. London: John Murray. Available in the Gazeteer of Bill Thayer's Website at
- Pallottino, M.; Cremina, J.; Ridgway, David (1975). 《The Etruscans》 Revis a Enlarg판. Bloomington & London: Indiana University Press. ISBN 0-253-32080-1.
- Richardson, Emeline Hill (1964). 《The Etruscans:  Their Art and Civilization》. Chicago: University of Chicago Press. ISBN 0226712346.
- Rykwert, Joseph (1988). 《The Idea of a Town: the Anthropology of Urban Form in Rome, Italy and the Ancient World》. MIT Press. ISBN 0262680564.
- Swaddling, Judith; Bonfante, Larissa (2006). 《Etruscan Myths》. University of Texas Press. ISBN 0292706065.
- Thulin, Carl (1906). 《Die Götter des Martianus Capella und der Bronzeleber von Piacenza》 (독일어). Alfred Töpelmann.